# Zhou Haibin
Zhou Haibin (chinesisch: 周海滨; * 19. Juli 1985 in Dalian) ist ein chinesischer Fußballspieler. 

## Karriere

### Verein
Zhou spielte bereits 1999 in den Jugendmannschaften von Shandong Luneng Taishan, ehe er zur Rückrunde der Spielzeit 2002/03 in den Profikader des Vereins stieß. In der Folgezeit entwickelte sich der Defensivspieler zu einem der Leistungsträger und machte durch gute Spiele auf sich aufmerksam. 2006 und 2008 holte der Klub den Titel in der Chinese Super League. Es waren die ersten beiden Meistertitel seit dem Bestehen. Im Februar 2009 sicherte sich schließlich der niederländische Verein PSV Eindhoven die Dienste des Chinesen und lockte ihn nach Europa.

### Nationalmannschaft
Seit 2003, also kurz nachdem er den nationalen Durchbruch schaffte, ist Zhou Nationalspieler Chinas. Am 1. Juni 2004 löste er im Freundschaftsspiel gegen Ungarn Sun Jihai als jüngsten Torschützen der Landesauswahl ab. Mit der U-20 nahm der Mittelfeldspieler an der U-20-Weltmeisterschaft in den Niederlanden teil. Nachdem man die Vorrunde ohne Punktverluste überstand, schied die Mannschaft im Achtelfinale gegen Deutschland aus. Bereits 2004 wurde Zhou für die Asienmeisterschaft in China nominiert. Dabei musste sich das Team erst im Finale gegen Japan geschlagen geben. Allerdings kam der Defensivspieler nur im Eröffnungsspiel zum Einsatz. Bei der Asienmeisterschaft 2007 absolvierte Haibin alle drei Gruppenspieler. Nach einem Sieg, einem Unentschieden und einer Niederlage schied die Mannschaft bereits nach der Vorrunde aus. 2008 war er im Olympiakader der Chinesen. Hier gehörte er zum Kopf der Mannschaft und absolvierte alle drei Spiele über die volle Zeit. Zu einem Sieg reichte es allerdings nicht.

## Erfolge

### Verein
- Chinese Super League mit Shandong Luneng Taishan: 2006, 2008

### Nationalmannschaft
- Vize-Asienmeister 2004